# 相乐总
相乐总（日语：さがら 総，1986年8月22日—）是日本的輕小說作家。居於東京都。

## 人物
- 2010年、以《變態王子與不笑貓》獲得第六屆MF文庫J輕小說新人獎最優秀賞出道。
- 愛好將棋。
- 於《這本輕小說真厲害！》2012年的採訪中，吐露自己成為補習班講師[1]。

## 作品
原創小說
- 變態王子與不笑貓系列（MF文庫J、Media Factory）[2]
- 廢材與金幣的庫洛迪亞 （Dash X文庫）與渡航共著
- 怕寂寞的蘿莉吸血鬼（GAGAGA文庫）
- Qualidea Code 那樣的世界毀掉算了（MF文庫J、Media Factory）
- （MF文庫J、Media Factory）
- （MF文庫J、Media Factory）

小說合輯
- 我的朋友很少Universe（MF文庫J、短編《將棋超有趣吧！》）
- 龍王的工作第五卷 附錄小冊子（GA文庫）
- The Sneaker（KADOKAWA、《涼宮ハルヒの一手損角換わり》）
- 果然我的青春戀愛喜劇搞錯了。合輯1 雪乃side（GAGAGA文庫、短編《將棋超有趣吧！！！》）
- 果然我的青春戀愛喜劇搞錯了。合輯4 全明星陣營（GAGAGA文庫、短篇《給十年後的八幡》）

動畫劇本
- Qualidea Code：第1話、第2話、第4話、第10話
- 少女編號：第4話、第5話、第8話、第9話、第10話
- 轉生公主與天才千金的魔法革命：第2話、第4話、第8話、第10話
- 鴨乃橋論的禁忌推理：第3話、第4話、第6話

漫畫
- 駒響（與紫雪夜共著、作畫、高橋道雄將棋監修）
- 為了我們未來的奏鳴曲

## 脚注
1. ↑  出自《這本輕小說真厲害！》2012年度版訪談
2. ↑  第六屆MF文庫J輕小說新人獎最優秀賞得獎作

## 外部連結
- 相乐总的X（前Twitter）